# Vinzenz Hofmann

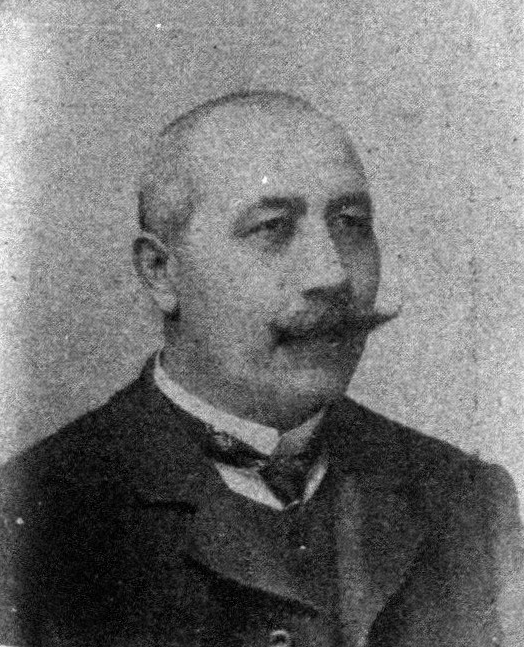
Vinzenz Hofmann (1907)

Vinzenz Hofmann (* 2. November 1857 in Rothaujezd, Königreich Böhmen; † 5. Februar 1933 in Auherzen/Úherce, Tschechoslowakei) war ein böhmischer Gutsbesitzer und österreichischer Parlamentarier.

## Leben
Der Sohn des Landwirtes Jakob Hofmann besuchte die Realschule in Pilsen. Ab 1881 war Hofmann als Landwirt in Auherzen tätig. 1886 wurde er zum Bürgermeister von Auherzen gewählt. Zwischen 1913 und 1918 war er Obmann der Bezirksvertretung Staab.

## Parlamentarier

### Böhmischer Landtag
Hofmann engagierte sich seit den 1890er Jahren auch landespolitisch. Im Mai 1890 zog er als Nachfolger des verstorbenen Abgeordneten Adolf Streer von Streeruwitz für den Wahlbezirk Mies – Tuschkau  – Staab in den Böhmischen Landtag ein. Bei den nachfolgenden Wahlen konnte Hofmann sein Landtagsmandat verteidigen. 1913 schied er aus dem Landtag aus.

### Reichsrat
Im Jahre 1891 wurde Hofmann als Vertreter des Wahlbezirks 28 - Landgemeinden der Gerichtsbezirke Mies, Tuschkau, Staab, Bischofteinitz, Hostau, Ronsperg, Pfraumberg, Taus und Neugedein in das Abgeordnetenhaus des Reichsrates gewählt. Auch in der IX. und X. Legislaturperiode konnte Hofmann sein Mandat als Abgeordneter des Wahlbezirks 28 - Landgemeinden Mies etc. verteidigen. Von 1907 bis 1911 (XI. Legislaturperiode) vertrat er mit dem Mandat der Deutschen Agrarpartei den neu gebildeten Wahlbezirk 122; bereits im ersten Wahlgang am 14. Mai 1907 erreichte Hofmann die absolute Mehrheit der Stimmen. 
Bei der Reichsratswahl von 1911 trat Hofmann nicht mehr an; als Kandidat der Deutschen Agrarier wurde Hans Strziska aufgestellt, der das Mandat nach der Stichwahl gewann.
In seiner ersten Legislaturperiode schloss sich Hofmann 1891 dem Klub der Vereinigten deutschen Linken an. Ab November 1896 gehörte er dem Freien Verband deutscher Abgeordneter und ab 1897 dem Klub der Deutschen Fortschrittspartei an. Im März 1906 trat Hofmann dem Klub der Deutschen Agrarpartei bei. 1907 wurde er Mitglied des Deutschnationalen Verbands, im Dezember 1908 schloss er sich dem Nationalverband der deutschfreiheitlichen Abgeordneten an. Ab Februar 1910 gehörte Hofmann zur Gruppe der deutschen Agrarpartei im Deutschen Nationalverband.

## Familie
Im Jahre 1881 heiratete Hofmann Maria Jaklin. Aus der Ehe gingen fünf Töchter und drei Söhne hervor. Zwei Söhne fielen im Ersten Weltkrieg, der dritte verstarb im Kindesalter.